# Varenne-Saint-Germain
Varenne-Saint-Germain é uma comuna francesa na região administrativa de Borgonha-Franco-Condado, no departamento Saône-et-Loire. Estende-se por uma área de 15,66 km². Em 2010 a comuna tinha 735 habitantes (densidade: 46,9 hab./km²).